# Cueva de Hornos de la Peña
La cueva de Hornos de la Peña es un enclave arqueológico de Cantabria con niveles ocupacionales que van del Paleolítico Medio al Neolítico, durante más de 30 000 años. Es una de las cuevas incluidas dentro de la lista del Patrimonio de la Humanidad de la Unesco desde julio de 2008, dentro del conjunto «Cueva de Altamira y arte rupestre paleolítico de la cornisa cantábrica».

## Historia

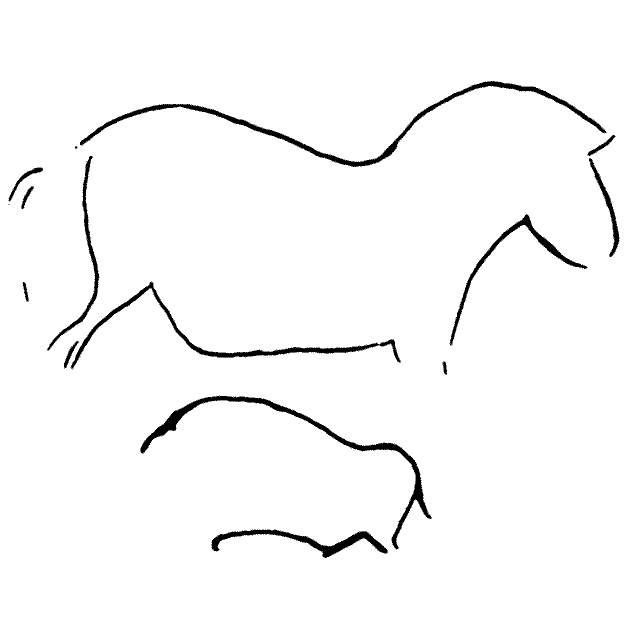
Grabados de la cueva

Se encuentra junto al barrio de Tarriba (en el municipio de San Felices de Buelna) y en ella se conocen ocupaciones de neandertales y cromañones. Lo que la hace peculiar es que solo cuenta con grabados, sin ningún tipo de pintura. En el abrigo exterior se hallan las representaciones rupestres más antiguas que se conocen en la cornisa cantábrica, datadas de la época Auriñaciense. Entre ellas destaca un caballo profundamente grabado y, aunque ahora ya no existen, se sabe por fotografías de principios del siglo XX que había representaciones de bisontes, caballos, ciervos, etc.
En la zona interior, a partir de los 60 metros de profundidad, se encuentran representaciones de bóvidos, cérvidos, cabras e incluso un reno en diferentes salas, todas ellas grabadas con los dedos sobre la arcilla o con un buril en la roca. Bastantes de ellos serían característicos del Magdaleniense Superior. En la zona en la que termina la cueva se existen representaciones antropomórficas.